# Sugar River (Pecatonica River)
Der Sugar River ist ein linker Nebenfluss des Pecatonica River in den US-Bundesstaaten Wisconsin und Illinois.
Der Sugar River durchfließt den zentralen Süden von Wisconsin in südsüdöstlicher Richtung. Er passiert die Orte Belleville, Albany und Brodhead, überquert die Grenze zu Illinois und mündet kurz darauf in den Pecatonica River, kurz vor dessen Einmündung in den Rock River in Rockton. Der Sugar River hat eine Länge von 146 km. Sein Einzugsgebiet umfasst 1971 km². Größere Nebenflüsse des Sugar River sind West Branch Sugar River und Little Sugar River.